# Церковь Богоявления с Запсковья
Церковь Богоявления с Запсковья — православный храм в Пскове. Памятник истории и культуры федерального значения XV—XVI веков. Церковь находится на Запсковье на правом берегу реки Псковы над Бродами.

## Описание
Архитектурная композиция храма сложная, живописно-асимметричная: одноглавый, трёхапсидный четверик с притвором, галереями, двумя приделами: северным — во имя Трёх Святителей и южным — во имя Усекновения главы Иоанна Крестителя. К северо-западному углу примыкает крупная палатка на подклёте с четырёхпролётной звонницей XVI века.

## История

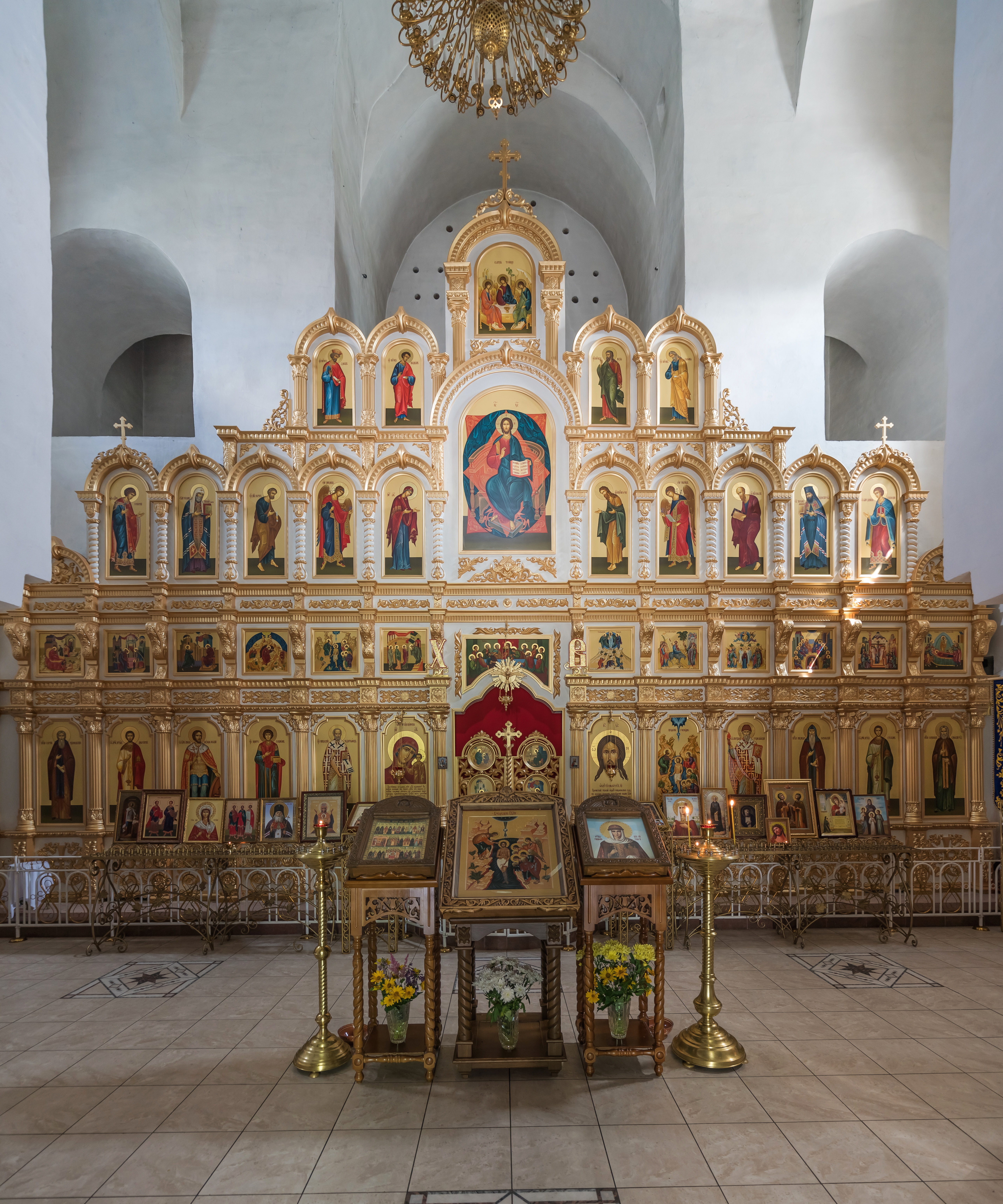
Иконостас церкви

- 1397 г. Первое упоминание церкви Богоявления в летописи.
- Являлась административным центром Богоявленского конца Пскова[2]
- 1495—1496 гг. На месте прежнего поставлен каменный храм, дошедший в основе до наших дней.
- Храм закрыт в 1936 г.
- 30 августа 1960 г. Постановлением Совета Министров РСФСР № 1327 храм взят под охрану государства, как памятник республиканского значения.
- 16 июля 1999 г. газета «Новости Пскова» опубликовала открытое письмо, в котором в частности, говорилось: «…Культурная общественность Пскова, Москвы, Санкт-Петербурга, специалисты по истории отечественной архитектуры взывают о спасении одного из символов древнего Пскова — церкви Богоявления с Запсковья. …В соответствии с постановлением правительства России от 7.09.88 г. „О комплексной реконструкции и реставрации памятников истории и культуры в Новгороде и Пскове“ работы на аварийном объекте были начаты в 1990 г. По заказу генеральной дирекции „Псковреконструкция“ специалистами Псковского института „Спецпроектреставрация“ были произведены комплексные исследования, разработан эскизный проект реставрации и документация на первоочередные противоаварийные работы, были начаты археологические исследования по трассе отсекающего дренажа (выполнен), разобраны барабан, деструктированная кладка свода и северной стены наиболее аварийного северного придела. Работы продолжались и в 1993—1996 гг., когда финансирование по постановлению сократилось до минимума. С 1997 г. оно прекращено полностью, и работы остановлены на стадии незавершенных исследований и противоаварийных мероприятий, когда памятник оказался раскрытым для новоявленных вандалов и не может быть законсервирован малыми средствами и силами. По оценкам специалистов необходимо не менее 3 млн рублей, чтобы завершить исследования, проектные работы, восстановить аварийные конструкции и защитить памятник от надвигающейся гибели».

## Возрождение

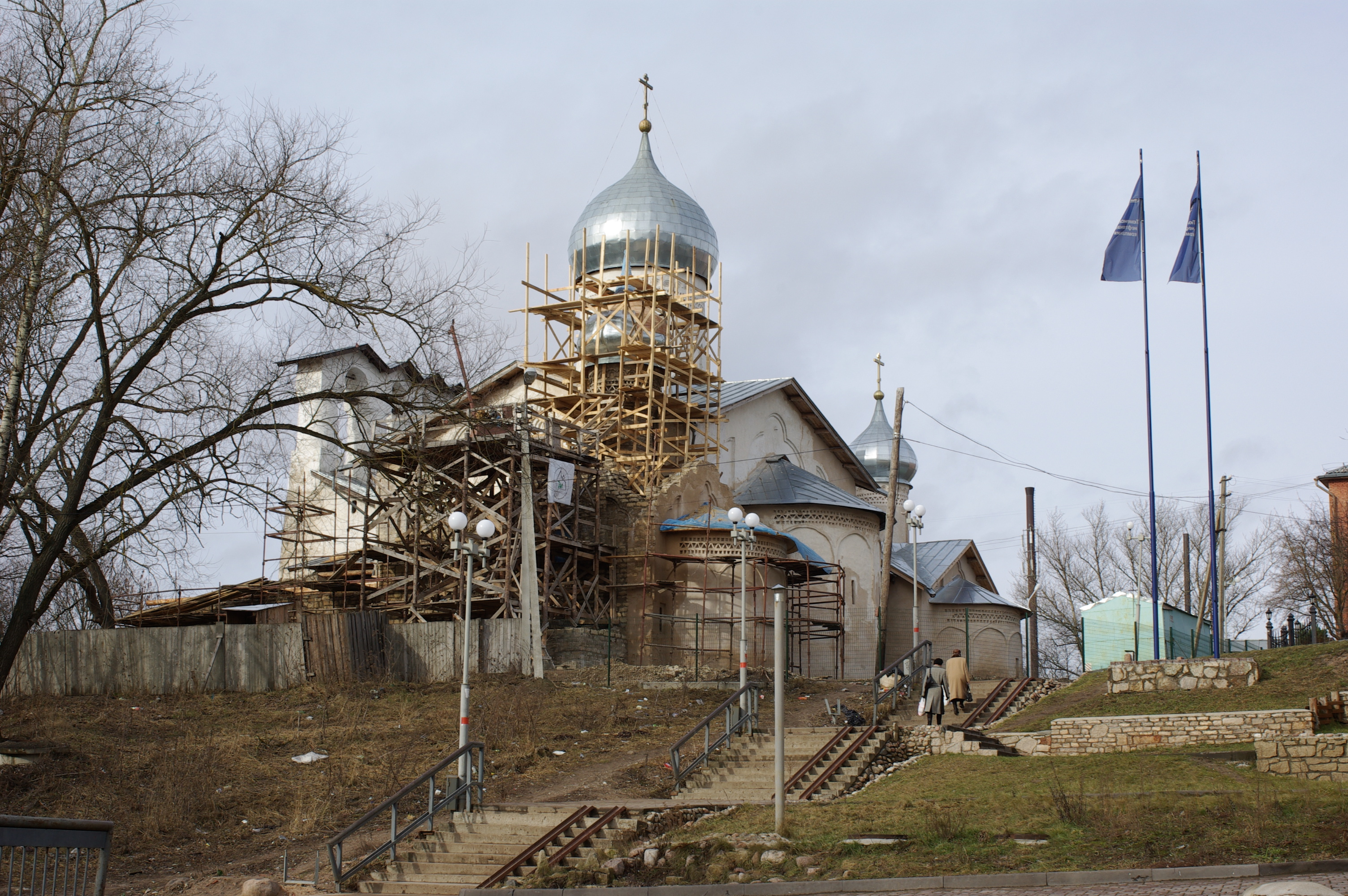
Март 2008 г.

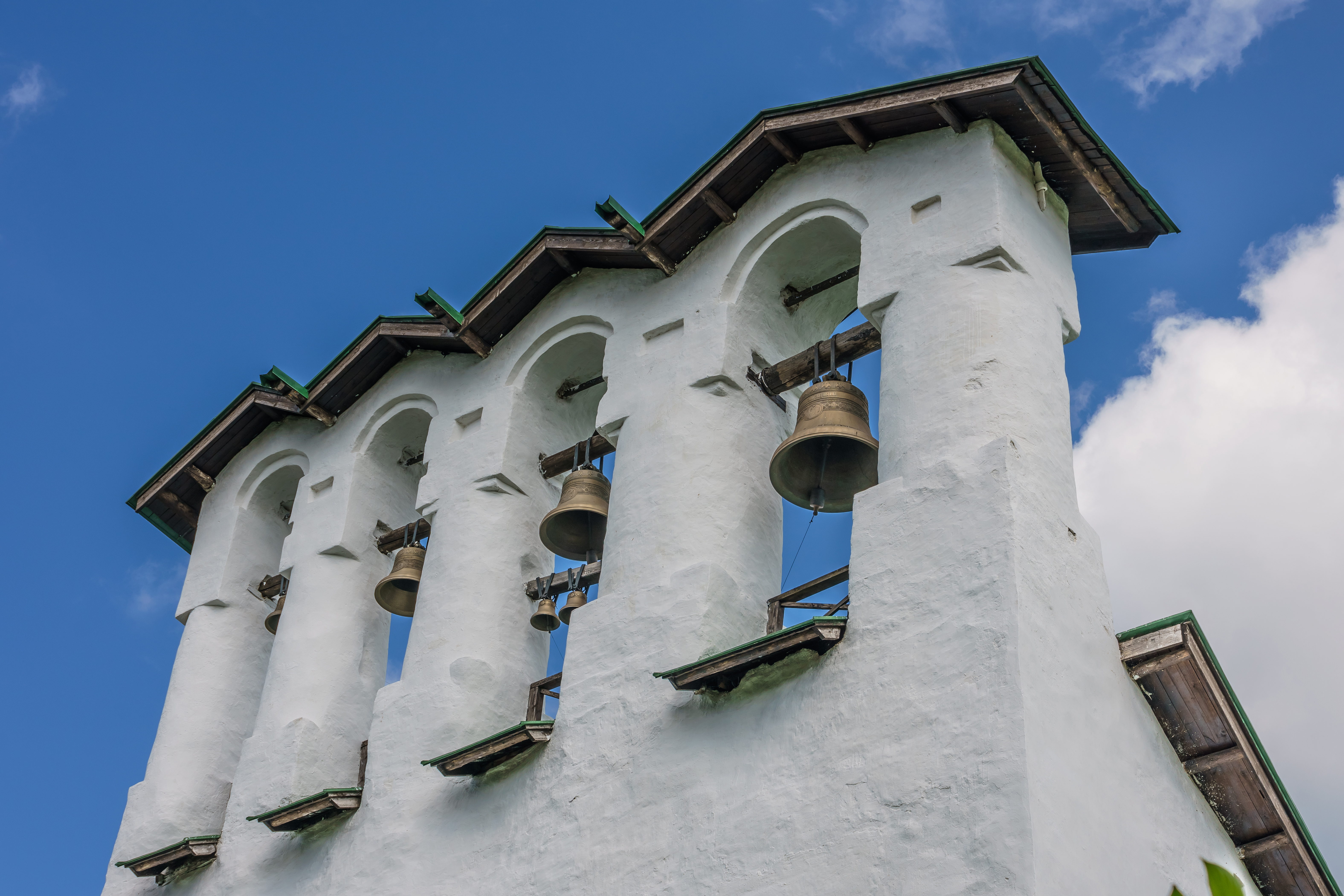
Звонница

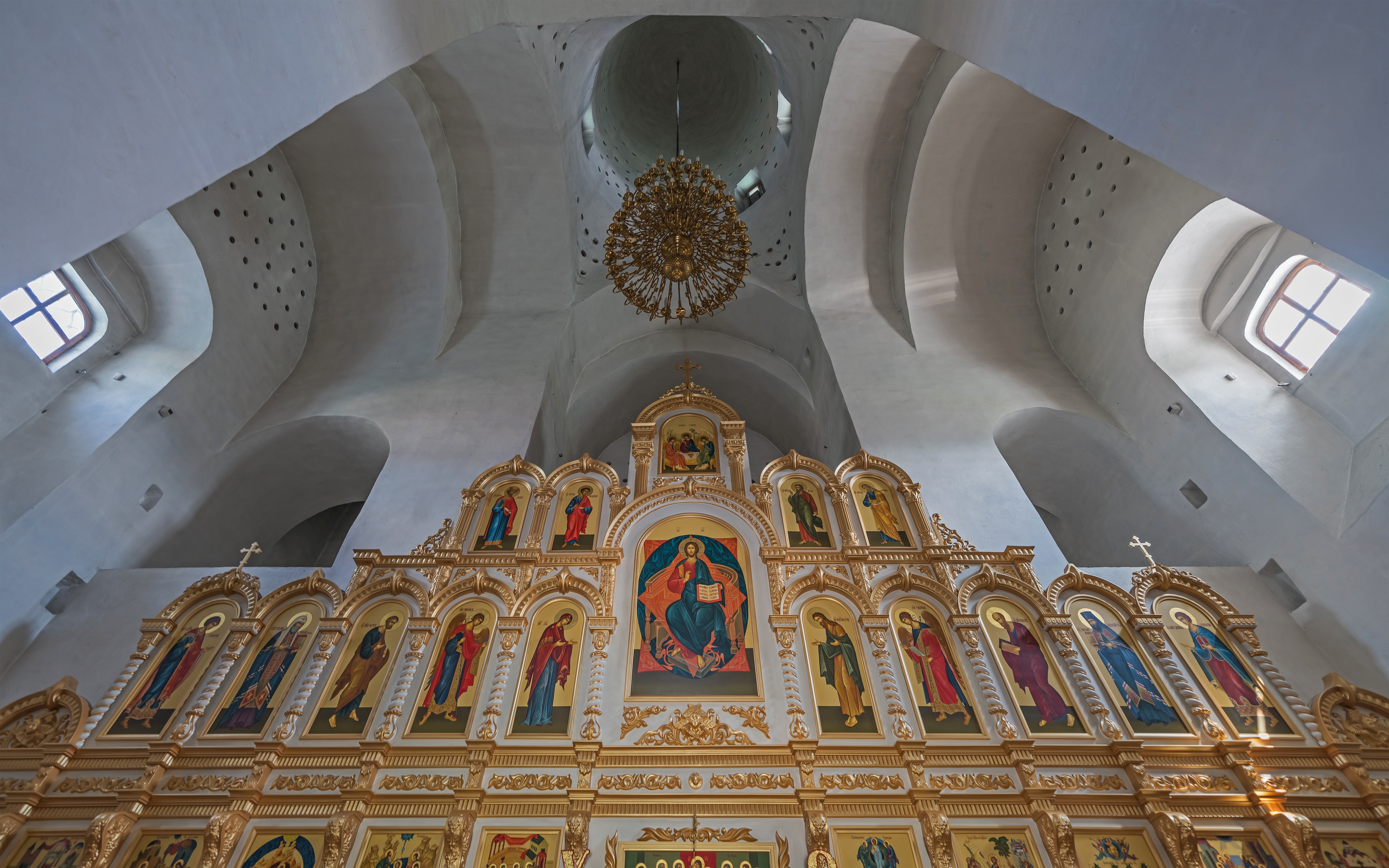
Свод

### Реставрация
- 1946—1953 годы. Под руководством архитектора Ю. П. Спегальского
- 1990-е годы. Под руководством А. К. Богодухова. Произведены противоаварийные, исследовательские и археологические работы.
- 2000—2009 гг. Проектные работы по восстановлению церкви начались в 2000 г. в рамках федеральной программы «Культура России». Работы велись ЗАО «Реставрационная мастерская» (начальник Макаров Е. М.) согласно проекту реставрации, разработанному институтом «Спецпроектреставрация» в 1991 г. Заказчик — Министерство культуры РФ. Пользователь — приход храма церкви Богоявления с Запсковья.

Заменена луковица центральной главы. Воссоздан южный придел (с сохранением фрагментов древней кладки) с барабаном и главкой с крестом (с превышением проектной отметки на 70 см). Северный придел разобран и воссоздан заново (с сохранением фрагментов древней кладки апсиды). Воссоздана заново южная галерея (включая юго-западный угол).
- В 2009 году на реставрацию объектов культурного наследия в Псковской области из федерального бюджета выделили 44 млн. 821 тыс. 800 рублей. Из них на ремонт и реставрацию церкви Богоявления — 7 млн. 321 тыс. 800 рублей. Финансирование производилось по федеральной целевой программе «Культура России (2006—2011 годы)».

Всего в восстановление храма вложен 41 млн руб.

### Церковная жизнь
- 2005 г. Здание передано в ведение Псковской епархии.
- 6 ноября 2007 г. в храме состоялась первая служба. Настоятелем назначен отец Виктор (Кулев).
- 9 декабря 2007 г. в северном приделе Трёх Святителей была восстановлена литургическая жизнь, прошло первое богослужение.
- 7 марта 2008 г. митрополитом Евсевием освящён крест южного придела[3].
- 13 октября 2008 г. прошёл торжественный обряд освящения и поднятие на четырёхролётную звонницу семи колоколов, отлитых в Воронеже (вес самого большого около 2 тонн). Чин освящения провёл митрополит Псковский и Великолукский Евсевий[4].

## Правовое положение
Решением 43-й сессии комитета всемирного наследия ЮНЕСКО 7 июля 2019 года внесена в список всемирного наследия ЮНЕСКО (в списке храмов псковской архитектурной школы).